# Philocasca oron
Philocasca oron är en nattsländeart som beskrevs av Ross 1949. Philocasca oron ingår i släktet Philocasca och familjen husmasknattsländor. Inga underarter finns listade i Catalogue of Life.